# Хаконин
α-Хаконин — стероидный гликоалкалоид, содержащийся в растениях семейства паслёновых (Solanaceae). Натуральный токсикант, вырабатывающийся в зелёном картофеле и дающий картофелю горький вкус. Клубни вырабатывают этот гликоалкалоид в ответ на стресс, снабжая растение свойствами инсектицидов и фунгицидов.
Номер в справочнике Бейльштейна — 77396.